# Jerome Isaac Friedman
Pour les articles homonymes, voir Friedman.
Jerome Isaac Friedman (28 mars 1930 à Chicago, États-Unis) est un physicien américain. Il est colauréat avec Henry Way Kendall et Richard E. Taylor du prix Nobel de physique de 1990.

## Biographie
Friedman naît à Chicago de parents émigrés russes. Dans un premier temps, il étudie l'art (il avait été accepté pour une bourse à l'Art Institute of Chicago), puis se tourne vers la physique en entrant à l'université de Chicago. Sa thèse est supervisée par Enrico Fermi.
En 1957, il rejoint le groupe de Robert Hofstadter au laboratoire des hautes énergies de l'université Stanford, il y rencontre Richard E. Taylor et Henry Kendall. Kendall et Friedman ont déjà travaillé indépendamment sur la diffusion inélastique des électrons dans le noyau, ils combinent leurs efforts à partir du début des années 1960 jusqu'en 1975. Leurs résultats leur valent le prix Nobel de physique de 1990 « pour leurs recherches pionnières portant sur l'étude de la diffusion profondément inélastique des électrons sur des protons et des neutrons liés, qui a été d'une importance essentielle pour le modèle des quarks en physique des particules ».